# Piccolo amico
Piccolo amico è un singolo del cantautore italiano Gigi D'Alessio del 2004, cantato insieme al coro delle Matite Colorate, diretti dal maestro Germano Neri.

## Il singolo
Piccolo amico non è stato mai inserito in alcun album di Gigi D'Alessio, ed è stato reso disponibile soltanto su CD singolo. I circa 24.000 euro ricavati dalla vendita del CD, (circa 15.000 copie vendute) sono stati interamente donati all'Unicef.
Il singolo è riuscito ad arrivare fino alla decima posizione dei singoli più venduti in Italia nella settimana dell'8 aprile 2004.

## Il video
Il video realizzato per Piccolo amico è stato inserito come bonus nel CD singolo del brano. Il video mostra sequenze del cantautore che interpreta il brano al pianoforte circondato dai bambini del coro delle Matite Colorate. Queste sequenze vengono intervallate da altre di guerra e di povertà, alternate ad altre in cui vengono mostrati dei bambini che giocano felicemente.

## Tracce
1. Piccolo amico – Gigi D'Alessio e Le Matite Colorate
2. Piccolo amico (pianoforte solista: Gigi D'Alessio)
3. Piccolo amico (versione karaoke)
4. Piccolo amico (videoclip)